# Boleiros - Era uma Vez o Futebol...
Boleiros - Era uma Vez o Futebol é um filme brasileiro de 1998, dirigido por Ugo Giorgetti.

## Elenco
- Adriano Stuart – Otávio (ex-jogador do São Paulo)
- Flávio Migliaccio – Naldinho (ex-jogador do Corinthians)
- Otávio Augusto – Virgílio Paiva (Virgilio Pênalti)
- Rogério Cardoso – ex-árbitro
- João Acaiabe – Ari
- Oswaldo Campozana – Tito
- Cássio Gabus Mendes – Zé Américo
- Aldo Bueno – Paulinho Majestade (ex-jogador do Santos)
- Bruno Giordano – editor
- Matinas Suzuki Júnior — ele mesmo
- Cléber Colombo – Azul (jogador da Lusa)
- Denise Fraga – Neidinha
- Antônio Grassi – empresário do Azul
- Vitor Dourado - Vitão
- Cazé Peccini – locutor de rádio
- Cláudio Curi - comentarista da TV
- Serginho Leite - comentarista da TV
- Nelson Tatá Alexandre - comentarista da TV
- Odayr Baptista - comentarista da TV
- Lima Duarte – Edil, técnico do Palmeiras
- César Negro – Mamamá (ex-jogador do Palmeiras)
- Paulo Coronato – Fabinho Guerra (jogador do Palmeiras)
- Marisa Orth – hóspede do hotel
- André Bicudo – Caco (jogador do Corinthians)
- Elias Andreato – médico do Corinthians
- André Abujamra – Pai Vavá
- Henrique Stroeter - Motorista do guincho
- Walter Breda - Lira
- Borges de Barros - morador do bairro
- Wandi Doratiotto - porteiro do prédio
- Eduardo Mancini – torcedor do Corinthians
- Robson Nunes – torcedor do Corinthians
- Adilson Pancho – torcedor do Corinthians
- Ciro Jatene - locutor de rádio

## Prêmios
- Festival International du Film D’Amiens-France[1]
  - Melhor Diretor
- Associação Paulista de Críticos de Arte[1]
  - Melhor Roteiro